# 义和团吕祖堂坛口遗址
义和团吕祖堂坛口遗址原为始建于明代宣德八年（1433年）永丰屯屯中祠堂，后改为供奉吕洞宾的吕祖堂，1900年庚子事变中成为义和团总坛口，该遗址位于中国天津市红桥区如意庵大街何家胡同18号。目前义和团吕祖堂坛口遗址被中华人民共和国国务院批准为全国重点文物保护单位，被天津市人民政府批准为重点保护等级历史风貌建筑。目前为天津义和团纪念馆，是中华人民共和国唯一保存完好的义和团坛口遗址和惟一的义和团运动纪念地。

## 历史
吕祖堂始建于明代宣德八年（1433年），当时为永丰屯屯中祠堂。清朝康熙五十八年（1719年）改建为供奉八仙之一“纯阳吕祖”的道观。乾隆六十年（1795年）、道光十九年（1839年）和中华民国九年（1920年），吕祖堂历经三次修葺，形成了现在的建筑规模。光绪二十六年（1900年），义和团运动兴起，乾字团首领曹福田统率静海、沧州、盐山、南皮、庆云等地数千人沿运河抵达天津，设总坛口于吕祖堂。重要首领张德成、刘十九、红灯照黄莲圣母林黑儿等曾多次在此“拜坛”共商大计，抗击八国联军。吕祖堂为天津地区义和团活动的中心。1976年，唐山大地震中，吕祖堂遭到严重破坏。中华人民共和国成立后1962年，吕祖堂被天津市人民政府列为天津市文物保护单位。1982年2月23日，中华人民共和国国务院公布为全国重点文物保护单位。1985年初，天津义和团吕祖堂坛口遗址由国家文物局直接拨款对建筑的前殿、后殿、五仙堂和回廊等处进行了全面翻修，并重新设计了山门。修建工程于当年10月竣工。1986年1月1日，吕祖堂建成“天津义和团纪念馆”并对外开放接待观众。2003年，义和团吕祖堂坛口遗址扩建出附近6000平方米的配套空间并恢复吕祖堂周边历史的环境，周边的何家胡同和吕祖堂前街得以保留。

## 建筑
天津义和团吕祖堂坛口遗址的主要建筑有山门、前殿、后殿、东西厢房和五仙堂，前殿供奉吕洞宾和北斗元君，两侧东西厢房供奉有药王和药圣，西侧院的五仙堂供奉有道教北五祖。吕祖堂总占地1300平方米，建筑面积为600平方米。吕祖堂整体建筑形式为明代风格，外立面为灰砖灰瓦，山门颜色为朱红色，建筑入口处地势较低，殿堂和后院的地势逐步升高。

## 天津义和团纪念馆
天津义和团纪念馆的建筑面积为636平方米，展览面积为317平方米，该纪念馆的展览部分设置在何家胡同的南侧两套两进的四合院中。目前馆藏有2000余件文物，其中展出238件史料和实物展品，其中，馆内设有吕祖堂义和团坛口复原陈列、五仙堂义和团首领议事厅复原陈列、义和团运动发展简史陈列和义和团运动在天津的陈列这四个陈列。其中，纪念馆正殿设有吕洞宾和其两个弟子的塑像，五仙堂内设有曹福田、张德成、林黑儿和刘呈祥的塑像。此外，在纪念馆的院子里还收藏有从红桥区界内搜集的二十余块碑刻和匾额。2003年，义和团吕祖堂坛口遗址扩建出附近6000平方米的配套空间并恢复吕祖堂周边历史的环境。该规划保持了吕祖堂原有的布局形式，其中，周边的何家胡同和吕祖堂前街得以保留。2005年，天津义和团纪念馆门前广场的西侧新建有一尊重4吨，高6.4米的义和团群雕铜塑像。